# Ted Briggs
Albert Edward Pryke "Ted" Briggs (Redcar, Yorkshire, Inglaterra, 1 de marzo de 1923 - †Portsmouth, 4 de octubre de 2008) fue un marino perteneciente a la  Real Marina Británica, famoso por ser uno de los tres supervivientes y el último sobreviviente del hundimiento del crucero de batalla HMS Hood ocurrido en mayo de 1941.

## Biografía
Ted Briggs nació en Redcar el 1 de marzo de 1923,  y  se unió en 1938 a la Real Marina Británica a la edad de 15 años. 
Su decisión de convertirse en marino estaba tomada de antemano cuando tres años antes había contemplado al veterano crucero de batalla HMS Hood al ancla en la desembocadura del río Tess.

### HMS Hood

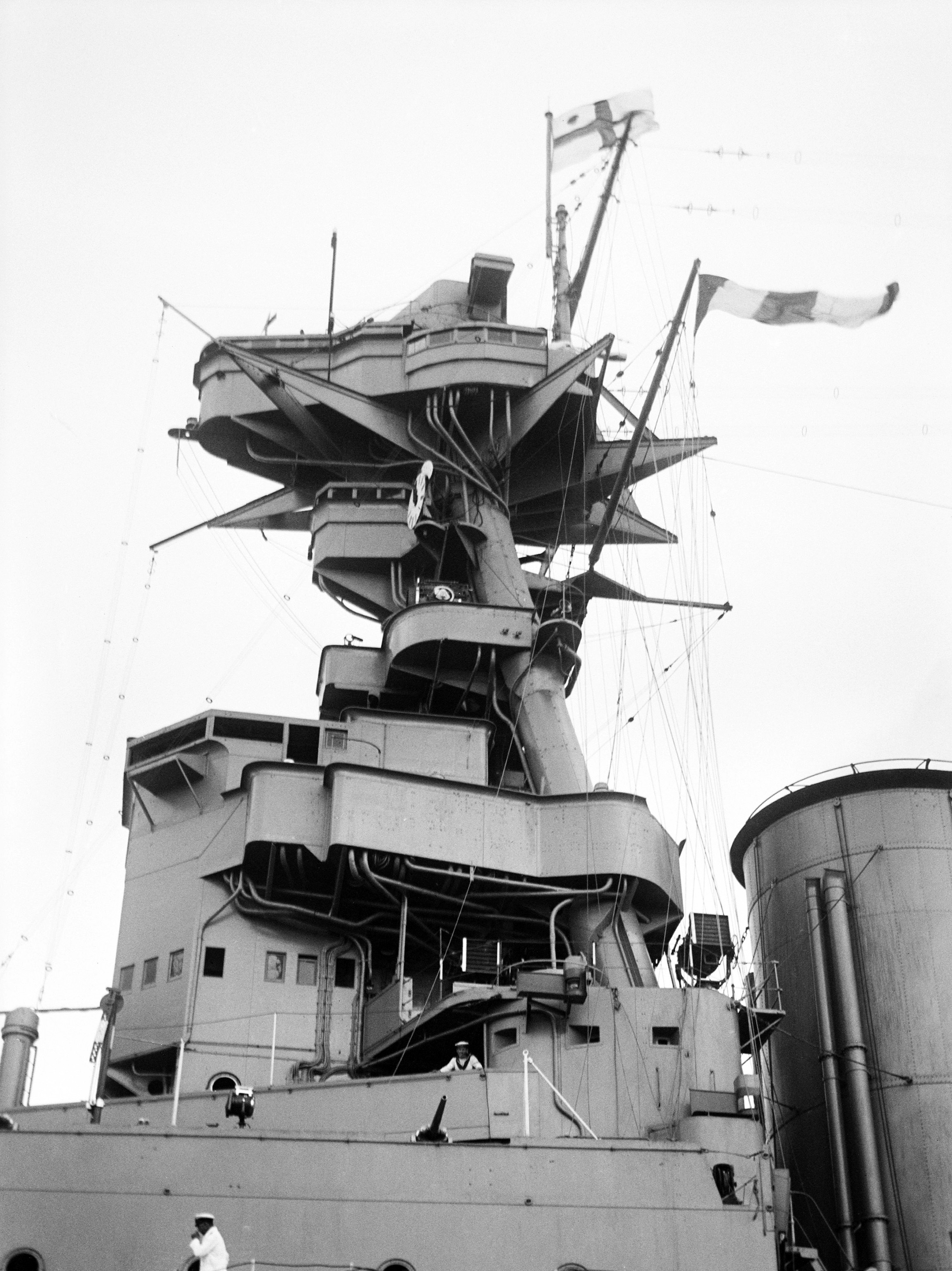
Vista de los puentes del HMS Hood, el puente del compás donde tenía sus funciones Briggs (a media altura) estaba sobre el puente del almirante. La plataforma directora de tiro está al tope.

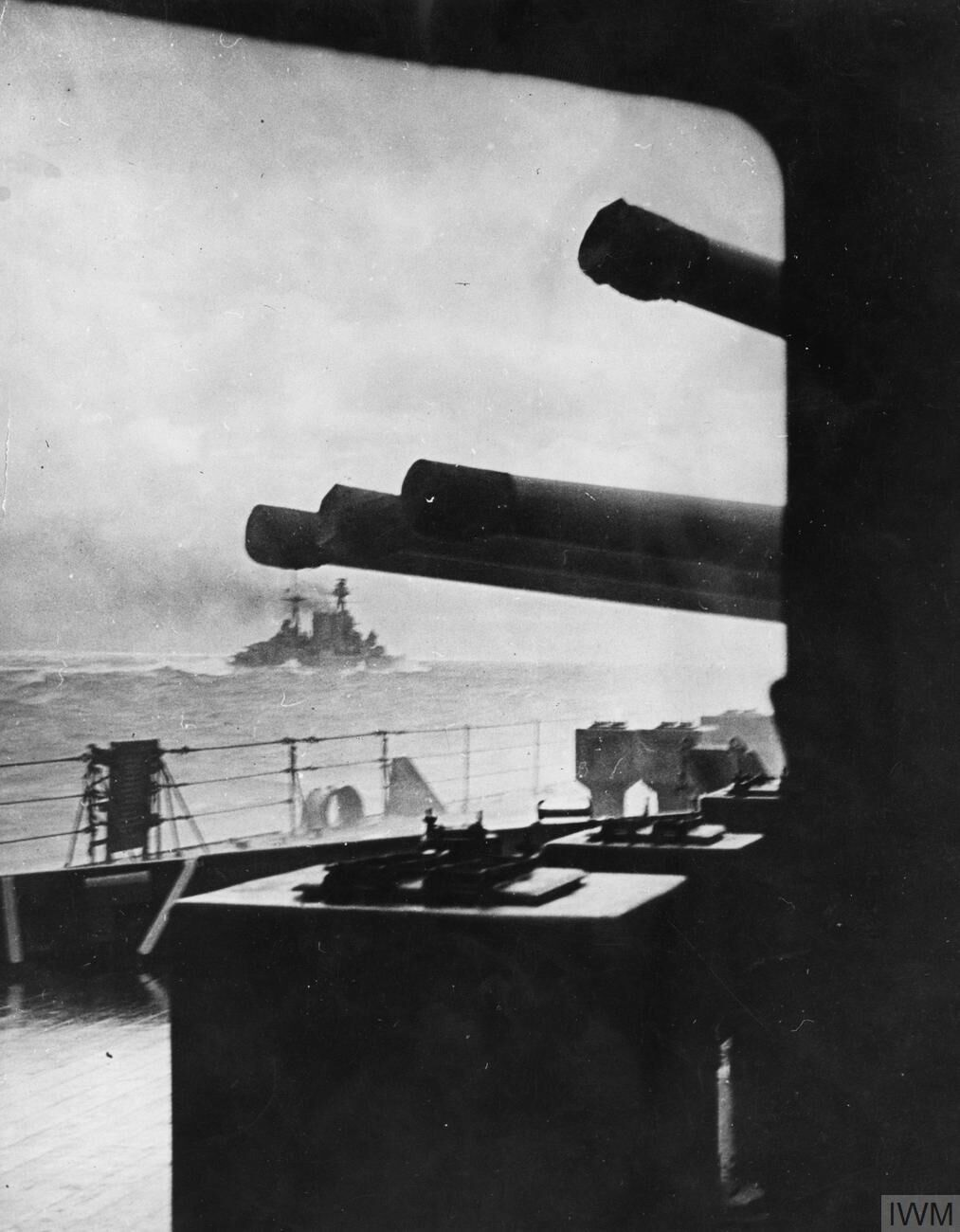
El HMS Hood a toda máquina el 24 de mayo de 1941 (última fotografía).

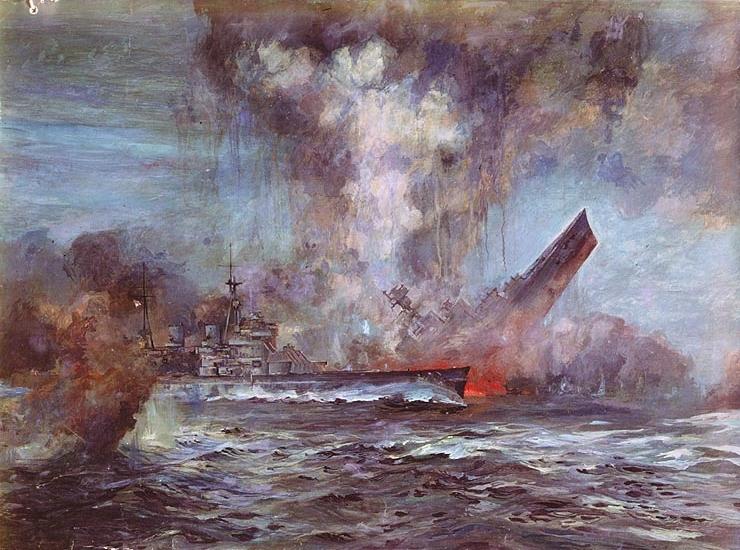
Momentos finales del HMS Hood
(pintura de J.C. Schmitz-Westerholt)

Hizo su instrucción básica en el HMS Ganges  en 1938.   El 26 de julio de 1939 fue  asignado al HMS Hood, el buque que lo había inspirado sirviendo como mensajero de enlace en el puente del compás.  
Dos meses después,  al comenzar la Segunda Guerra Mundial, el HMS Hood fue asignado a la fuerza H en el Mediterráneo bajo el comando del capitán Ralph Kerr.
El 23 de mayo de 1941,  el  HMS Hood y el nuevo HMS Prince of Wales y cuatro destructores estaban al ancla en la base naval de Scapa Flow ,  cuando recibieron órdenes apresuradas de zarpar e interceptar a una formación alemana compuesta por el crucero pesado Prinz Eugen y el acorazado Bismarck a la salida del Estrecho de Dinamarca.
Estas unidades enemigas estaban siendo monitoreadas por radar  de dos cruceros pesados ingleses  quienes informaban el rumbo del enemigo.  
La formación inglesa zarpó al mando del almirante  Lancelot Ernest Holland y navegó a toda máquina durante toda la noche para poder interceptar en la amanecida a los alemanes. El Zafarrancho de combate se comunicó a las 4:30 horas.
Ted Briggs estaba asignado como ayudante al puente del compás, colindante al puente del almirante cuando la formación inglesa avistó a la alemana a las 5:30 de la mañana del 24 de mayo.
A eso de las 5:58 el HMS Hood recibió un tiro rasante que impactó sin explotar destruyendo parte de la plataforma alta  de observación ubicada en el tope del mástil principal,  por encima del puente de navegación.   Producto del impacto,  varios cuerpos inermes cayeron en el puente inferior.
A eso de las 6:00 mientras se intentaba identificar a alguno de los cuerpos caídos, uno de los tiros de la sexta andanada del Bismarck penetró tangencialmente en la coraza horizontal entre el centro y la popa y encendió los depósitos de cordita de las torres principales traseras del Hood, esto produjo una llamarada fulgurante y repentinamente explotó en una dantesca bola de humo y fuego, partiendo al crucero en dos partes.
Ted Briggs quien estaba en su puesto de combate en la plataforma del compás junto a otro marino llamado Frank Tuxworth y a William Dundas en la sala de brújulas, vio la bola de fuego y no recordó haber sentido ruido alguno cuando una gran masa de humo invadió el puente de mando. Observó los segundos finales del almirante Holland quien permanecía sentado en su silla en el puente del compás y aferrado a la estructura, aparentemente en completo mutismo y sin intenciones de salvarse mientras la inclinación horizontal y la escora aumentaban rápidamente. El capitán Ralph Kerr permaneció a su lado en la misma actitud.
A medida que se perdía el equilibrio en el puente y la parte proel se empezaba a hundir, Briggs supo que era el fin cuando la inclinación alcanzó los 30°-40° y a pesar de que no se dio ninguna orden de abandono de buque, Briggs pudo alcanzar la salida gracias a que el oficial de navegación, John Warrand,  le permitió salir primero y Briggs pudo descender por la escala que conducía al puente del almirante junto a otros miembros  y se lanzó a las gélidas aguas apenas la estructura  tocó el agua. 
La parte proel del Hood se hundió en menos de tres minutos.
Según su testimonio, Briggs fue arrastrado hacía las profundidades por la succión del agua que la masa en descenso del Hood creaba a su rededor, afortunadamente, el uso de un chaleco salvavidas y las enormes burbujas de aire que emanaban desde lo profundo lo levantaron hacía la superficie apareciendo a apenas unos 50 m de la proa que entre resoplidos se hundía, en medio del humo y el fuego del aceite sobre las aguas.
Ted Briggs fue uno de los tres únicos supervivientes ( junto a William Dundas y Bob Tilburn)  de un total de 1.415 hombres del Hood y fue rescatado por el destructor HMS Electra, horas más tarde al borde de la hipotermia.
Briggs fue asignado a diferentes unidades  el resto de la contienda ascendiendo a maestro señalero en 1943.  
Finalizada la contienda, Ted Briggs ascendió al escalafón de oficiales y sirvió en la Royal Navy hasta 1973 jubilando con honores con el grado de teniente  de Marina, con 35 años de brillante hoja de servicios y siendo nombrado por la Reina Isabel II  como miembro de la Orden del Imperio Británico (MBE).

### Vida final
En la vida civil, Briggs se dedicó a administrar como conserje un edificio de alquileres en Hampshire.
En 1975, fue miembro de honor de  HMS Hood Asociation, una asociación cuyo objetivo es preservar la memoria del crucero de batalla y en 1995 fue nombrado presidente de dicha asociación.  Como tal, en 2001 Briggs siendo el último sobreviviente del crucero,  colocó una placa en los restos descubiertos del HMS Hood y que tuvo la oportunidad de visitar.

Una vez que  William Dundas falleció en un accidente automovilístico en 1965, y Bob Tilburn lo hizo en 1995, Briggs se convirtió en el último sobreviviente del HMS Hood. 
Ted Briggs, brindó su emotivo testimonio de primera mano de los últimos momentos del HMS Hood en varias conferencias y documentales  en los últimos años de su vida. En 2005 tuvo la oportunidad de ser invitado por David Mearns de la Fundación  Paul Allen a participar en una expedición para visitar los restos del HMS Hood en el fondo marino y de rendir honores personales a la tripulación desaparecida de su buque.
Ted Briggs contrajo matrimonio en dos oportunidades y  murió sin descendencia en el hospital Queen Alexandra en Portsmouth, el 4 de octubre de 2008 a la edad de 85 años.